# Samtens
Samtens est une commune sur l'île de Rügen, dans l'arrondissement de Poméranie-Occidentale-Rügen, Land de Mecklembourg-Poméranie-Occidentale.

## Géographie
La commune comprend les quartiers suivants :
| - Samtens - Berglase - Dönkvitz - Frankenthal | - Muhlitz - Natzevitz - Negast - Plüggentin | - Sehrow - Stönkvitz - Tolkmitz |

Son territoire est traversé par la Bundesstraße 96 et la ligne de Stralsund à Sassnitz.

## Histoire
Samtens est mentionné pour la première fois en 1318, sous le nom de "Samtensze", nom d'origine slave signifiant "isolé".